# Nysius fuscovittatus
Nysius fuscovittatus är en insektsart som beskrevs av Barber 1958. Nysius fuscovittatus ingår i släktet Nysius och familjen fröskinnbaggar. Inga underarter finns listade i Catalogue of Life.